# Nicolaas van der Monde

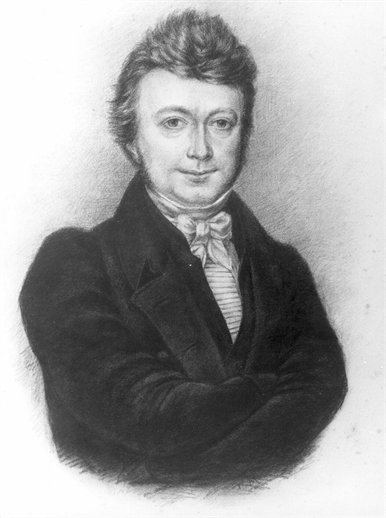
W. Menkman: Nicolaas van der Monde rond 1820, zwart krijt

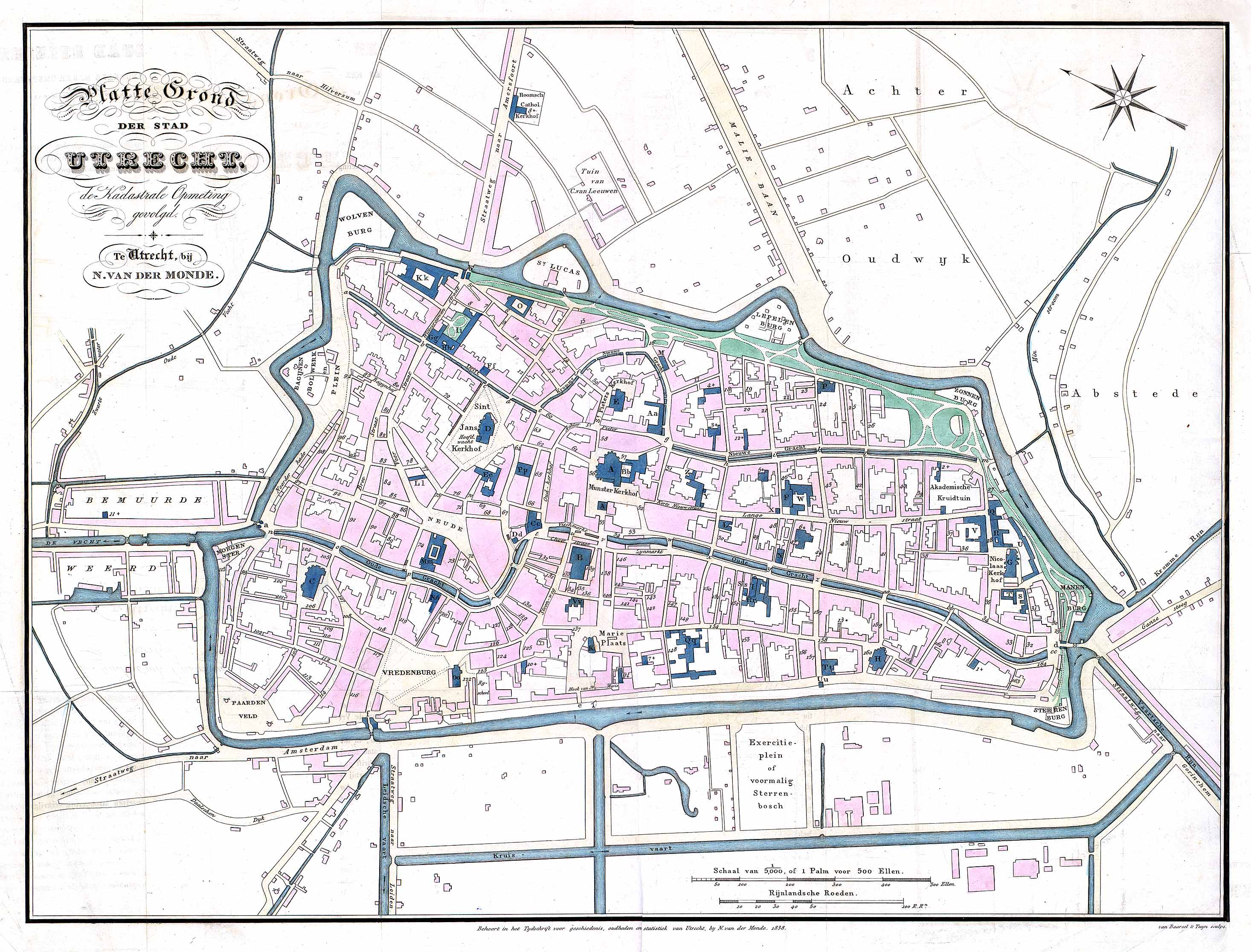
Plattegrond van de stad Utrecht in 1838 vervaardigd door Van der Monde, Tijdschrift voor geschiedenis, oudheden en statistiek van Utrecht bij Van der Monde, 1838.

Nicolaas van der Monde (Utrecht, 27 januari 1799 -  aldaar na een langdurige ziekte, 3 december 1847) was een Nederlandse boekhandelaar, uitgever en geschiedkundige.
Nicolaas werd in Utrecht geboren als zoon van Jacob van der Monde, deurwaarder, en de uit Deventer afkomstige Anna Swanida Vos. Op 5 juli 1822 trouwt hij in Utrecht met Wilhelmina Christina de Raadt. Uit dit huwelijk werden twee dochters geboren.
Van der Monde was werkzaam in de stad Utrecht. Aldaar deed hij veel onderzoek naar onderwerpen met betrekking tot de geschiedenis van de stad Utrecht en omstreken. Van 1835 tot 1846 gaf hij het Tijdschrift voor geschiedenis, oudheden en statistiek van de provincie en stad Utrecht uit. Hierin publiceerde hij ook regelmatig zelf. Daarnaast bracht hij nog andere werken uit, waaronder tegen het eind van zijn leven de driedelige Geschied- en oudheidkundige beschrijving van de pleinen, straten, stegen, waterleidingen, wedden, putten en pompen der stad Utrecht. Tevens was Van der Monde lid van de Maatschappij der Nederlandse Letterkunde.
In de Utrechtse buurt Tuinwijk is na zijn dood een straat naar hem vernoemd. Een jaarlijkse lezing in Utrecht over historische onderwerpen die sinds 1986 wordt georganiseerd draagt eveneens zijn naam.

## Citaat
Oorsprong. De oorsprong van Utrecht verliest zich in de grijze oudheid. Sommigen hebben beweerd, dat zij reeds vóór het begin onzer jaartelling door de Romeinen zou gesticht en bezet zijn geweest. Meer dan waarschijnlijk (wat den burcht betreft), is het, dat zij, tot de 50 kastelen behoorde, welke Drusus aan den Rijn heeft aangelegd, ter beteugeling der onbeschaafde volkeren, welke regts van deze rivier wonende, onafgebroken op het Romeins grondgebied stroopten. (Vid. Florus, lib. IV. c. 12 §26.)